# Фалос

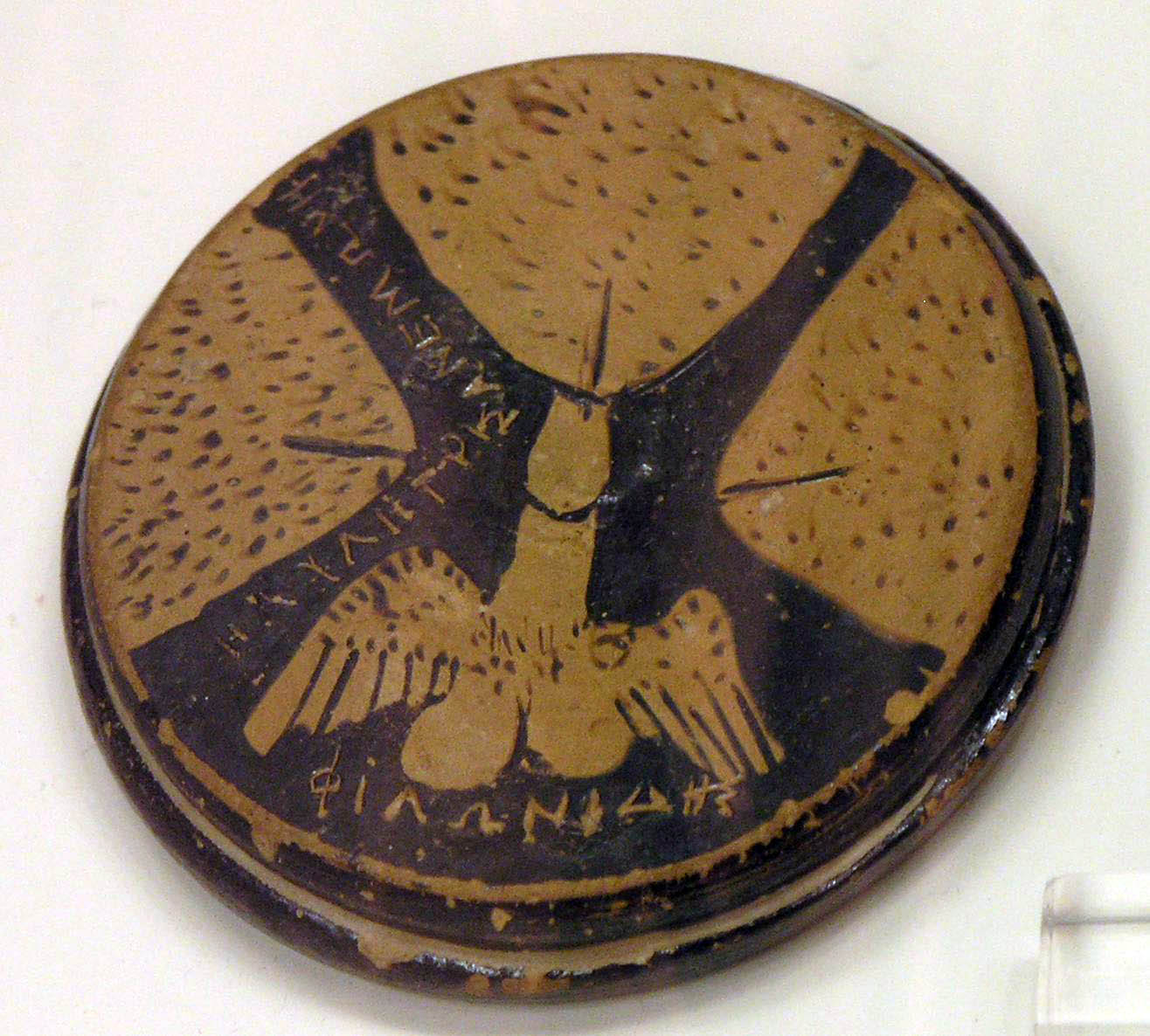
Антична кришка V ст. до н. е. зі зображенням трьох вульв і крилатого фалоса, її походження невідоме. Зберігається в Національному археологічному музеї, Афіни.

Фа́лос (грец. φαλλός) — збуджений чоловічий статевий орган або його фігуральне зображення. Фалічні символи в давнину вказували на культ родючості і були тісно пов'язані з поклонінням сексу. Археологи знаходять фалічні символи майже у всіх куточках Землі і як правило інтерпретують їх як вираз людини до продовження роду. У Біблії поклоніння фалосу несхвально пов'язане з поклонінням Ваалу, звісне своїми оргіями. Дехто вважає, що фалічний символ крукс ансата у давніх єгиптян був джерелом запозичення хреста у загальновизнаному християнстві.